# ホルモテロール
ホルモテロール（Formoterol）は、長時間作用性アドレナリンβ2受容体作動薬の一つである。単剤としての商品名はオーキシスで、COPDの長期管理に用いられる。ブデソニドとの配合剤（ブデソニド・ホルモテロール）は、気管支喘息やCOPDの長期管理の他、SMART療法として、喘息急性増悪時にも用いられる。プロピオン酸フルチカゾンとの配合剤（商品名フルティフォーム）は、喘息コントローラーとして用いられるが、COPDの適応はない。また、ブデソニドおよびグリコピロニウムとの３成分配合剤（商品名ビレーズトリエアロスフィア）は、COPDの長期管理に用いられるが、喘息の適応はない。

## 医薬品
- アトックはアステラス製薬販売の内服薬であったが、2013年3月末日を以って経過措置終了となった[3]。
- 2009年10月、ホルモテロールとブデソニドの合剤であるシムビコートタービュヘイラーが承認された[4]。
- 2012年8月、単剤の吸入薬としてオーキシスタービュヘイラーが日本でも承認された[5]。
- 2013年9月、ホルモテロールとフルチカゾンプロピオン酸エステルの合剤であるフルティフォームが承認された[6]。

## 薬理作用
気管支壁の平滑筋は自律神経により支配を受けている。β2アドレナリン受容体の刺激により気管支平滑筋は弛緩し、気道は拡張する。気道が拡張することにより、肺の換気はより容易になり呼吸困難などの症状が軽減する。

## 適応症（単剤）
- アトック：気管支喘息、急性気管支炎、慢性気管支炎、喘息性気管支炎、肺気腫[1]
- オーキシス：慢性閉塞性肺疾患（慢性気管支炎、肺気腫）[2]

## 副作用（単剤）
内服のホルモテロールはアドレナリン受容体を刺激するため、動悸や血圧上昇などをきたし得る。吸入製剤は心臓や血管へ到達せず、影響が少ないが、重大な副作用として重篤な血清カリウム値の低下（0.1〜1%未満）が発生することが知られている。